# John Walker (atleta)
Sir John George Walker KNZM, CBE (Papakura, 12 de janeiro de 1952) é um ex-meio fundista campeão olímpico e recordista mundial neozelandês.
Durante sua carreira no atletismo, ele foi sempre treinado por um diretor de escola, Arch Jelley, ele também um meio-fundista, cujo trabalho com corredores era caracterizado por meticulosos programas de treinamento baseados em métodos científicos e por grande comunicação pessoal com seus pupilos.

## Carreira
Conseguiu proeminência internacional quando ficou em segundo lugar nos 1500 m dos Jogos da Commonwealth de 1974, realizados em Christchurch, Nova Zelândia. Numa das maiores provas desta distância ele e o tanzaniano Filbert Bayi quebraram o recorde mundial existente na época e outros competidores da prova marcaram tempos entre os dez mais rápidos da história. Além disso, Walker conquistou a medalha de bronze nos 800 m, em 1m44s92, sua melhor marca pessoal na carreira.
Walker quebrou o recorde mundial da milha em 12 de agosto de 1975, em Gotemburgo, Suécia, sendo o primeiro atleta no mundo a correr a distância em menos de 3m50s (3m49s4). O recorde batido, 3m51s0, pertencia a Bayi, que o havia derrotado no ano anterior em Christchurch. Ao fim do ano, foi nomeado "Atleta do Ano" pela revista especializada Track and Field News. Sua marca duraria por quatro anos até ser batida por Sebastian Coe em 1979.
No no seguinte ele quebrou o recorde da distância não-olímpica dos 2000 m (4m51s4) em Oslo, Noruega e em 1979 o dos 1500 m  em pista coberta, 3m37s4.
Em Montreal 1976 ele não conseguiu classificar-se para a final dos 800 m, a primeira prova de meio-fundo disputada nos Jogos Olímpicos. Como os países africanos haviam boicotado estes Jogos – pela presença da própria Nova Zelândia neles, país natal de Walker, que havia recebido anteriormente uma seleção de rugby da banida África do Sul em seu território – ele se tornou o franco favorito para vencer a prova. Depois de um início lento e um final arrasador, Walker conquistou a medalha de ouro olímpica em 3m39s17, à frente do belga Ivo Van Damme. Apesar da falta de Bayi, seu maior rival, ele justificaria seu título quebrando vários recordes nos anos posteriores. De qualquer maneira, mesmo sem boicote africano, o tanzaniano não poderia competir em Montreal por ter sofrido um ataque de malária pouco tempo antes dos Jogos.
Nos anos seguintes, Walker conquistou o título de primeiro atleta no mundo a correr cem vezes a milha em menos de 4 minutos, quando venceu mais uma dessas provas em Auckland, 1985. Em seus últimos anos como atleta, numa carreira de duas décadas, ele passou para os 5000 m, que disputou tanto em Los Angeles 1984 quanto nos Jogos da Commonwealth de 1986, sem conseguir maiores sucessos. Ainda disputaria os Jogos da Commonwealth de 1990 nos 800 m e nos 1500 m, aos 38 anos, sem conseguir maiores resultados. 
Em 1990 foi incluído no New Zealand Sports Hall of Fame e em 1996 o Comitê Olímpico Internacional lhe outorgou com a Ordem de Bronze Olímpica. Neste mesmo ano de 1996 ele anunciou publicamente sofrer de Mal de Parkinson. 
Em 1 de junho de 2009 foi agraciado com a Ordem do Mérito da Nova Zelândia pela Rainha Elizabeth II, por serviços prestados ao esporte e à comunidade, passando a ter o direito de usar o título de "Sir".